# Château de Gaillard
Pour les articles homonymes, voir Gaillard et Château-Gaillard.
Le château Gaillard ou de Gaillard (castrum Galliardi/Gallardi), que l'on trouve parfois sous la forme de Château-Gaillard, est un château fort, du tout début du XIVe siècle, situé dans l'ancien comté de Genève et qui fut démonté au XVIe siècle. Il se dressait au-dessus du village de Gaillard, aujourd'hui dans le département de la Haute-Savoie, en région Auvergne-Rhône-Alpes. Sa proximité avec la cité de Genève lui a fait jouer un grand rôle stratégique, selon l'archéologue suisse, Louis Blondel.

## Situation
Le château est construit sur le « rebord de la terrasse de l'Arve », au lieu-dit Crêt de Panissières, à une lieue de Genève,,,. Installé sur la rive droite du torrent, la position permet une protection naturelle importante.
Le château permet de contrôler un réseau de routes et chemins permettant d'accéder à la ville de Genève. Sa position stratégique en fait un enjeu important durant les différents conflits opposants les comtes de Genève à ceux de Savoie.

## Toponyme
Le château est mentionné lors de sa création sous la forme castrum Galliardi,. Gaillard prend le sens de « bravoure ». On trouve dans les années qui suivent les formes castro Gaillart (1304-1305) ou encore castrum Gaillardi (1306). On trouve parfois sous les formes Château-Gaillard, voire Chastel-Gaillard.

## Historique
Dans un contexte de tensions et de guerres avec le comte de Savoie, le comte de Genève, Amédée II, en position inférieure, entame la construction d'un château à une lieue de la ville de Genève,,,. Le château est le siège d'une châtellenie.
Sa construction menaçait directement Genève, ses habitants, mais aussi la position du comte de Savoie, envers qui les habitants avait juré fidélité en 1285, obtenant une autonomie face à l'évêque de Genève et au comte de Genève,.
L'édification de ce château est contestée par Hugues, seigneur de Faucigny,, fils du Dauphin de Viennois, Humbert Ier. Hugues considérait que ce château avait été édifié sur ses terres, chose que le comte de Genève ne peut accepter,. Il s'opposait surtout à son château de Monthoux et à l'entrée de ses terres par le nord. Une transaction est donc convenue lors d'une rencontre au château de Mornex le 13 octobre 1304,. Les deux seigneurs conviennent que les hommes de Faucigny pourront y trouver refuge en temps de paix et de guerre, « si le comte de Genevois aliénait ce château, ou le soumettait au fief de quelque seigneur, le sire de Faucigny aurait dans tous ces cas la préférence pour le recevoir en fief », les châteaux de Monthoux et de Gaillard se doivent protection mutuelle, enfin en cas d'attaque du comte de Savoie, le seigneur de Faucigny s'engage à défendre son allié. En complément, le comte de Genève obtient « les îles de l'Arve situées entre le château de Gaillard et le cours de cette rivière à partir du port d'Etrembières ». En contrepartie, il doit accorder « un droit d'affouage dans ces îles, l'autorisation de prendre cet affouage sur sa montagne de Salève ».
Les frères Aymon et Mermet de Villette sont invités à habiter la « villeneuve » (bourg) du château de Gaillard pour défendre le site,.
En 1305, le comte de Savoie assiège le château, l'investit le 24 janvier 1305 et l'occupe « une douzaine jours »,. Le comte de Genève semble cependant en garder les droits.
Lorsque le comte Amédée II rédige son testament en 1306, deux ans avant sa disparition, il lègue le château à son fils, Guillaume III,.
Dès 1307, il est assiégé par les troupes savoyardes,,.
En 1325, l'armée du Faucigny l'assiège,.
Lorsque le comté de Genève est réuni à la Savoie en 1401, le château garde une certaine valeur puisqu'il permet au comte de surveiller la ville de Genève.
Au XVIe siècle, la cité de Genève, passée au protestantisme, se sent menacée par les comtes de Savoie. Berne intervient pour aider la cité de Calvin. Cette partie du territoire, tout comme le Chablais voisin, est occupé entre 1536 et 1557. Les Genevois entreprennent la destruction du château qui les menace. En réalité, seul le mur tourné vers la cité voisine est détruit en 1536,. Il faut attendre l'année 1589, pour qu'il soit entièrement démonté,.

## Description
Les différentes connaissances sur le château proviennent de l'étude des comptes de la châtellenie par l'archéologue suisse, Louis Blondel. Il propose d'ailleurs un croquis de l'ensemble architectural.
Gaillard s'organise avec un château de forme quadrilatère, entouré d'un fossé, et d'une villeneuve murée ou fortifiée. Le château possède un donjon orienté vers la ville de Genève.

## Châtellenie de Gaillard
Le château de Gaillard est le siège d'une châtellenie, dit aussi mandement (mandamentum). Il s’agit plus particulièrement d’une châtellenie comtale, relevant directement du comte de Genève. Dans le comté de Genève, puis le comté de Savoie à partir de 1401, le châtelain est un « [officier], nommé pour une durée définie, révocable et amovible »,. Il est chargé de la gestion de la châtellenie ou mandement, il perçoit les revenus fiscaux du domaine, et il s'occupe de l'entretien du château.Le châtelain est parfois aidé par un receveur des comptes, qui rédige « au net [...] le rapport annuellement rendu par le châtelain ou son lieutenant ». Cette charge se poursuit dans l'organisation du comté de Savoie.

De 1536 à 1567, la partie nord du duché est occupée par les bernois. Après 1567, les châtelains ne gardent plus qu'un rôle judiciaire, la fonction militaire étant dévolue à des fonctionnaires qui porte le titre de capitaine, commandant ou encore gouverneur de la fortification.

### Fonds d'archives
- Série : Comptes des châtellenies (1418-1532). Fonds : Comptes de châtellenie et de subsides; Cote : SA 15451-15555. Chambéry : Archives départementales de la Savoie (présentation en ligne).« Châtellenie de Gaillard »
- Série : Comptes des châtellenies (XIIIe siècle-XVIe siècle). Fonds : Inventaire-Index des comptes de châtellenie et de subsides; Cote : SA. Chambéry : Archives départementales de la Savoie (présentation en ligne).p. 357-366, « Châtellenie de Gaillard »